# قرفة (جنس)

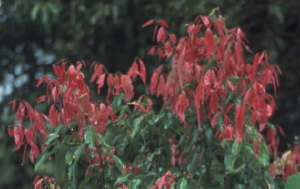
الدارصيني

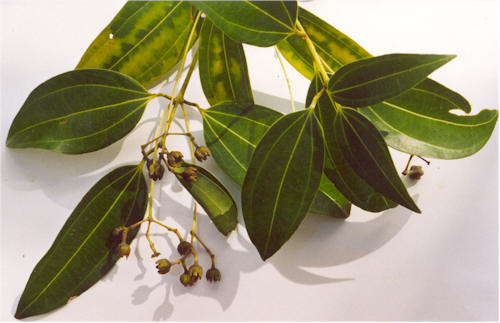
ورق وزهر الدارصيني

القِرْفَة أو الدارصيني أو الدارسين (الاسم العلمي: Cinnamomum)، وهو عدة أنواع.

## أصل التسمية
ذكره ابن البيطار المالقي في كتابه الجامع لمفردات الأغذية والأدوية: الدارصيني (من الفارسية: دَارْچِینْ وتعني شجر الصين، دَارْ = شجرة وچِینْ = الصين). إسحاق بن سليمان: الدارصيني على ضروب: لأن منه الدارصيني على الحقيقة المعروف بدارصيني الصين، ومنه الدارصيني الدون وهو الدَارَصُوص المعروف منه، ومنه المعروف بالقرفة على الحقيقة وهو المعروف بقرفة القرنفل، فأما الدارصيني على الحقيقة فجسمه أضخم وأثخن وأكثر تخلخلاً من جسم القرفة على الحقيقة وسواء قرفة القرنفل، إلا أنه إلى القرفة أميل وبها أشبه لأن حمرته أقوى من سواده وأظهر، وأما لون سطحه فيقرب من لون سطح السليخة الحمراء، وأما طعمه فأول ما يبدو للحاسة منه الحرافة مع يسير من قبض ثم يتبع ذلك حلاوة ثم مرارة زعفرانية مع دهنية خفية، فأما رائحته فمشاكلة لرائحة القرفة على الحقيقة، وإذا مضغته ظهر لك فيه شيء من رائحة الزعفران مع يسير من رائحة اللينوفر، وأما الدارصيني الدون فجسمه يقرب من جسم القرفة على الحقيقة في خفته وتلحمه وحمرة لونه إلا أن حمرته أقوى ولونه أشرق وجسمه أرق وأصلب، وأعواده ملتفة دقاق مقصبة شبيهة بأنابيب قصب السباخ إلا أنها مشقوقة طولاً غير ملتحمة ولا متصلة، ورائحته وطعمه مشاكل لرائحة القرفة على الحقيقة وطعمها في ذكائها وعطريتها وحرافتها إلا أن الدارصيني أقوى حرارة وأقل حلاوة وعفوصة، وأما القرفة على الحقيقة فمنها غليظ، ومنها رقيق وكلاهما أحمر وأملس مائل إلى الحلو فيه قليلاً وظاهره خشن أحمر اللون إلى البياض قليلاً على لون قشر السليخة ورائحتها ذكية عطرة وفي طعمها حدة وحرافة مع حلاوة يسيرة، وأما المعروفة بقرفة القرنفل وهي رقيقة صلبة إلى السواد ما هي ليس فيها شيء من التخلخل أصلاً ورائحتها وطعمها كالقرنفل وقوتها كقوته إلا أن القرنفل أقوى قليلاً.
ديسقوريدوس في الأولى: الدارصيني أصناف كثيرة ولها أسماء عند أهل الأماكن التي يكون فيها، وأجوده الصنف الذي يقال له مولوسون لأن فيما بينه وبين السليخة التي يقال لها موسوليطس، مشاكلة يسيرة، وأجود هذا الصنف ما كان حديثاً أسود إلى لون الرماد ما هو مع لون الخمر عيدانه دقاق ملس أغصانه قريبة بعضها من بعض طيب الرائحة جداً، وأبلغ ما يمتحن به الجيد منه هو الذي يكون طيب الرائحة منه خالصًا فقد يوجد في بعضه مع طيب رائحته شيء من رائحة السذاب أو رائحة القردمانا فيه حراقة ولذع للسان وشيء من ملوحة مع حرارة، وإذا حك باليد لا يتفتت سريعًا فإذا كسر كان الذي فيما بين أغصانه شبيهاً بالتراب دقيقًا، وإذا أردت أن تمتحنه فخذ الفص من أصل واحد فإن امتحانه هكذا هين، وذلك بأن الفتات إنما هو خلط فيه وأجوده يملأ الخياشيم من رائحته فمتى ابتدأ الامتحان فيمنع عن معرفته ما كان دونه، ومنه جبليّ غليظ قصير جداً ياقوتي، ومنه صنف ثالث قريب من الصنف الذي يقال له موسولوطس أسود أملس منشط وليس بكثير العقد، ومنه صنف أبيض رابع رخو منتفخ خشن النبات له أصل دقيق هين الانفراك كثيراً، ومنه صنف خامس رائحته شبيهة برائحة السليخة ساطع الرائحة ياقوتي اللون قشره شبيه بقشر السليخة الحمراء صلب تحت المجسة ليس بمنشط، وفي نسخة أخرى ليس بطيّب الرائحة جداً غليظ الأصل، وما كان من هذه الأصناف رائحته شبيهة برائحة الكندر ورائحة الآس أو رائحة السليخة أو عطر الرائحة مع زهومة فهو دون الجيد، وأنف ما كان منه أبيض، وما كان منه أجوف، وما كان منكمش العيدان، وما كان أملس خشبياً وألق الأصل منه فإنه لا ينتفع به، وقد يوجد شيء آخر شبيه بالدارصيني يقال له فسودوقيامومن بمعنى دارصيني حسن النبات ليس بطيب الرائحة ضعيف القوة، ومن قرفة الدارصيني ما يسمى زنجيا وفيه شبه من الدارصيني في المنظر إلا أنه يفرق بينهما بزهومة الرائحة، وأما المعروف بالقرفة فإنه يشبه الدارصيني في أصله وكثرة منافعه وهو دارصيني خشبي له عيدان طوال شديدة وطيب رائحته أقل بكثير من طيب رائحة الدارصيني، ومن الناس من يزعم أن القرفة هي جنس آخر غير الدارصيني، وأنها من طبيعة أخرى غير طبيعة الدارصيني.
ديسقوريدوس: وقوّة كل دارصيني مسخنة مدرة للبول ملينة منضجة ويدر الطمث ويسقط الجنين إذا شرب، وإذا احتمل مع مر ويوافق السموم، ومن نهشه شيء من ذوات السموم والأدوية القتالة، ويجلو ظلمة البصر، ويقلع البثور اللبنية والكلف إذا لطخ به بعسل وينفع من السعال المزمن والنزلات والجنب ووجع الكلى وعسر البول، وقد يقع في أخلاط الطيب الشريفة. وبالجملة، هو كثير المنفعة وقد يسحق ويعجن بشراب يسقى زماناً طويلاً ويجفف في الظل ويخزن، وقد يوجد شيء آخر يقال له قياموميس ويسميه بعض الناس أيضاً فسودوقيامومن خشن الشعب جداً، وأغلظ عيداناً من الدارصيني، وهو دون الدارصيني بكثير في الرائحة والطعم.
جالينوس في السابعة: هذا الدواء في الغاية من اللطافة ولكنه ليس بحار غاية الحرارة بل هو من الحرارة في أوّل الثالثة وليس في الأدوية المسخنة شيء آخر يجفف مثل تجفيفه بسبب لطافة جوهره، فأما قرفة الدارصيني فكأنها دارصيني ضعيف وبعض الناس يسميه دارصيني دون.
جالينوس: ومن الناس قوم يلقون مكان الدارصيني ضعف وزنه من الأيهل إلا أنه إذا شرب كانت قوته قوة تلطف وتحلل.
وقال جالينوس في كتاب تدبير الأصحاء: إني أنا أستعمل بدل الدارصيني في أيازج الفيقرا السليخة الفائقة ووزنها بدلها من الدارصيني، فأما الدارصيني الفائق فإنه أقوى من السليخة الفائقة ولكن استعمالها بدله ضرورة إذا لم أجده.
ابن ماسويه: الدارصيني مطيب للمعدة مذهب لبردها، مسخن للكبد، مدر للبول ولدم الحيض مفتح للسدد محد للبصر مجفف للرطوبة العارضة في الرأس والمعدة، وخاصته أن يحد البصر الضعيف من الرطوبة إذا اكتحل به وإذا أكل.
سفيان الأندلسي: يصفي الصوت الذي تخشن عن رطوبات منصبة ويحلل البلغم المنصب إلى الحلق والنغانغ وقصبة الرئة ويجفف الرطوبات المنصبة إليها، ومن التخشن المتولد في الحلق عن بلغم منصب، وهو بالجملة أبلغ الأفاويه في تجفيف الرطوبات الفضلية في أي عضو كانت، وينفع من الاستسقاء اللحمي والزقي بتسخينه الكبد وتجفيفه الرطوبات الفضلية ويحسن الذهن تحسيناً جيداً ولا سيما إذا خلط مع الكابلي.
مسيح بن الحكم: طارد للرياح نافع من أوجاع الأرحام يخلط في الأدوية النافعة من العفونة والقيلة وينفع من النافض والارتعاش.
الرازي في كتاب دفع مضار الأغذية: الدارصيني يسخن ويلطف الأغذية الغليظة ويعدها للهضم، وينفع لكثرة أوجاع المعدة الباردة، ولذلك ينبغي أن يكثر منه في طعام الممعودين وفي طعام من به ربو وأخلاط غليظة في صدره وليس يبلغ من كسره للرياح ما يبلغ الفلفل والخولنجان ونحوه، بل ينفخ قليلاً، وبذلك يعين على الإنعاظ.
الرازي في كتاب الأبدال: وينبغي أن لا يستعمل هذا البدل للحبالى.
ابن سينا: في طبعه القبض اليسير وله خاصية في التفريح يعينها عطريته، ويقاربان حدته وحرارته ويصيرانه في المنفعة والترياقية، ويصلح كل عفونة وكل قوة فاسدة وكل صديدة من الأخلاط الفاسدة.
أحمد بن أبي خالد: إن طبخ مع المصطكي وشرب ماؤه أزال الفواق وأذهبه.
الإسرائيلي: ينفع من النوازل المتحدرة من الرأس إلى الصدر والرئة.
وقال في المعامر: ينبغي متى لم يقدر على الدارصيني أن يلقي مكانه سليخة جيدة إما أكبر من مقدار ضعف الدارصيني، وإما على كل حال مقدار وزنه لا أقل. وأما إفراطيس فإنه كان يستعمل بدل الدارصيني ضعفه من الكبابة والكبابة أقل منه لطافة.
نبادوق: بدله إذا عدم وزنه من الخولنجان. منضجة ويدر الطمث ويسقط الجنين إذا شرب، وإذا احتمل مع مر ويوافق السموم، ومن نهشه شيء من ذوات السموم والأدوية القتالة، ويجلو ظلمة البصر، ويقلع البثور اللبنية والكلف إذا لطخ به بعسل وينفع من السعال المزمن والنزلات والجنب ووجع الكلى وعسر البول، وقد يقع في أخلاط الطيب الشريفة. وبالجملة، هو كثير المنفعة وقد يسحق ويعجن بشراب يسقى زماناً طويلاً ويجفف في الظل ويخزن، وقد يوجد شيء آخر يقال له قياموميس ويسميه بعض الناس أيضاً فسودوقيامومن خشن الشعب جداً، وأغلظ عيداناً من الدارصيني، وهو دون الدارصيني بكثير في الرائحة والطعم.»